# Fantu Magiso
Fantu Magiso (ur. 9 czerwca 1992) – etiopska lekkoatletka specjalizująca się w biegu na 800 metrów.
Na początku kariery starty w biegach na 800 metrów z powodzeniem łączyła z dystansami sprinterskimi – jako juniorka na mistrzostwach Afryki w 2010 dotarła do półfinału biegu na 200 metrów oraz wraz z koleżankami z reprezentacji była czwarta w biegu rozstawnym 4 x 100 metrów. W 2011 trzykrotnie stawała na podium mistrzostw Afryki juniorów zdobywając srebro na 200, złoto na 400 oraz brąz w sztafecie 4 x 400 metrów. Brała udział w mistrzostwach świata w Daegu (2011) odpadając w półfinale biegów na 400 i 800 metrów. Sezon 2011 zakończyła srebrnym medalem igrzysk afrykańskich w biegu na 800 metrów. Czwarta zawodniczka halowych mistrzostw świata (2012). 
Rekordy życiowe w biegu na 800 metrów: stadion – 1:57,48 (9 czerwca 2012, Nowy Jork); hala – 2:00,30 (11 marca 2012, Stambuł). Rezultat zawodniczki z Nowego Jorku (1:57,48) był do 24 sierpnia 2017 roku rekordem Etiopii. Magiso jest także rekordzistką swojego kraju w biegu na 200 metrów (23,90 w 2011).

## Osiągnięcia
| Rok  | Impreza                     | Miejsce  | Konkurencja        | Pozycja    | Wynik   |
| ---- | --------------------------- | -------- | ------------------ | ---------- | ------- |
| 2010 | Mistrzostwa Afryki          | Nairobi  | bieg na 200 m      | półfinał   | 24,45   |
| 2010 | Mistrzostwa Afryki          | Nairobi  | sztafeta 4 x 100 m | 4. miejsce | 46,46   |
| 2011 | Mistrzostwa Afryki juniorów | Gaborone | bieg na 200 m      | 2. miejsce | 23,90   |
| 2011 | Mistrzostwa Afryki juniorów | Gaborone | bieg na 400 m      | 1. miejsce | 52,09   |
| 2011 | Mistrzostwa Afryki juniorów | Gaborone | sztafeta 4 x 400 m | 3. miejsce | 3:39,82 |
| 2011 | Mistrzostwa świata          | Daegu    | bieg na 400 m      | półfinał   | 53,41   |
| 2011 | Mistrzostwa świata          | Daegu    | bieg na 800 m      | półfinał   | 1:59,17 |
| 2011 | Igrzyska afrykańskie        | Maputo   | bieg na 800 m      | 2. miejsce | 2:03,22 |
| 2012 | Halowe mistrzostwa świata   | Stambuł  | bieg na 800 m      | 4. miejsce | 2:00,30 |
| 2012 | Igrzyska olimpijskie        | Londyn   | bieg na 800 m      | –          | DNS     |
| 2013 | Mistrzostwa świata          | Moskwa   | bieg na 800 m      | eliminacje | 2:01,11 |